# Populus nigra var. betulifolia
Populus nigra subsp. betulifolia é uma variedade de planta com flor pertencente à família Salicaceae. 
A autoridade científica da variedade é (Pursh) Torr., tendo sido publicada em Fl. New York 2: 216 (1843).

## Portugal
Trata-se de uma variedade presente no território português, nomeadamente em Portugal Continental.
Em termos de naturalidade é introduzida na região atrás indicada.

## Protecção
Não se encontra protegida por legislação portuguesa ou da Comunidade Europeia.